# Sanie (probă sportivă)
Proba de sanie este un sport de iarnă care se desfășoară prin alunecare liberă pe o pârtie descendentă.

## Istorie
- Sania a apărut ca sport în secolul XVIII, când, lângă Sankt Petersburg au fost organizate câteva competiții.
- Prima competiție oficială are loc la Davos, în Elveția.
- În 1955 s-au organizat primele Campionate Mondiale, la Oslo.
- În 1957 s-a înființat Federația Internațională de Sanie.
- În 1964 acest sport a fost inclus în rândul sporturilor olimpice de iarnă.

## Regulament
- La start, sportivul stă în poziția așezat și se împinge câțiva metri pentru a obține viteza necesară coborârii cu ajutorul unor mănuși speciale pentru contactul cu gheața. Mânușile au atașate în vârf niște gheare, care îl ajută pe sportiv la împingerea în gheață.
- În timpul cursei, sportivul stă culcat pe spate, cu picioarele înainte.
- În urma desfășurării a două sau patru manșe, prin cumularea timpilor, se stabilește clasamentului final.
- Sosirea la final fără mănuși sau fără orice altă componentă a echipamentului, în afară de vizor, duce la descalificarea concurentului.